# 流亡者同盟
流亡者联盟（德語：Bund der Geächteten），又译被剥夺法律者同盟、被驱逐者同盟，是一个于1834年成立的早期社会主义组织，由流亡法国巴黎的德意志人组成。
该组织的前身是1832年由德国流亡者和工匠在巴黎成立的“德意志人民联盟”。由于1834年法律的变更，德意志人民联盟被取缔。最初，德意志人民联盟是作为“德国新闻与祖国协会”的分支成立的，由商人赫尔曼·沃尔弗鲁姆（1812年生）和记者约瑟夫·海因里希·加尼尔（1800年生）领导。
德意志人民联盟被取缔后，其前成员成立了一个秘密社团，即“流亡者联盟”。雅各布·韦尼迪和西奥多·舒斯特在流亡者联盟的建立过程中发挥重要作用。
在思想上，流亡者联盟仿效了类似的法国组织，如路易·奥古斯特·布朗基的“四季社”。该联盟还出版了自己的杂志《流亡者》。
联盟采用了秘密的运作方式，拥有一个刻意笼罩在神秘阴影中的权威领导层。据估计，联盟大约有500名成员。流亡的“前三月”政治家格奥尔格·范因可能参与了联盟的会议，并在《流亡者》杂志上发表文章。
根据章程，联盟的目标是“解放与重生德国，并实现《人权和公民权宣言》中阐述的原则。” 这是对普通成员的宣讲。在《山岭章程》里，高级成员得知的目标是：“解放德国脱离屈辱的奴役枷锁，建立一种状态，使其尽可能避免倒退回奴役之中。要实现这一主要目标，必须首先在德语文化区域建立并维护社会与政治的平等、自由、公民美德与民族团结，随后推广到世界上所有其他民族。”
1836年，该组织内部发生分裂。一个激进派系成立了“正义者同盟”，该联盟后来又发展为“共产主义者同盟”，其中包括卡尔·沙佩尔、威廉·魏特林、海因里希·鲍尔和马克西米利安·约瑟夫·莫尔。约有400名追随者随他们离开了“流亡者联盟”。此后，流亡者联盟逐渐失去影响力。